# Big Indian
Big Indian es una aldea al este de la ciudad de Shandaken, en el Condado de Ulster, Nueva York, Estados Unidos. Junto a Shandaken y el resto de aldeas que pertenecen a la ciudad, tiene una población estimada en 2000 de 3 235 personas.  Se encuentra en la ruta 28 en el Parque Catskill, entre la montaña Balsam y Panther.